# Fortune Financial Centre (Chongqing)
Le Fortune Financial Centre est un gratte-ciel de 210 mètres construit en 2017 à Chongqing en Chine. 